# París-Roubaix 1912
La París-Roubaix 1912 fou la 17a edició de la París-Roubaix. La cursa es disputà el 7 d'abril de 1912 i fou guanyada pel francès Charles Crupelandt, que s'imposà a l'esprint a la meta de Roubaix.

## Classificació final
|    | Ciclista           | Equip          | Temps      |
| -- | ------------------ | -------------- | ---------- |
| 1  | Charles Crupelandt | La Française   | 8h 30' 30" |
| 2  | Gustave Garrigou   | Alcyon         | m. t.      |
| 3  | Maurice Leturgie   | Automoto       | m. t.      |
| 4  | Octave Lapize      | La Française   | m. t.      |
| 5  | Odiel Defraye      | Alcyon         | m. t.      |
| 6  | Jules Masselis     | Alcyon         | m. t.      |
| 7  | Charles Deruyter   | Peugeot-Wolber | m. t.      |
| 8  | Joseph van Daele   | JB Louvet      | + 6' 00"   |
| 9  | Eugène Platteau    | -              | m. t.      |
| 10 | Paul Deman         | -              | m. t.      |